# Trimerodytes yunnanensis
Trimerodytes yunnanensis — вид змій родини полозових (Colubridae). Мешкає в Південно-Східній Азії.

## Поширення і екологія
Trimerodytes yunnanensis мешкають в китайській провінції Юньнань, в провінції Чіанграй на півночі Таїланду, а також в штаті Качин в М'янмі. Вони живуть в гірських субтропічних лісах, на берегах струмків, на висоті від 400 до 1000 м над рівнем моря.